# Aidan Morris
Pour les articles homonymes, voir Morris.
Aidan Morris, né le 16 novembre 2001 à Fort Lauderdale en Floride, est un joueur international américain de soccer qui évolue au poste de milieu de terrain au Middlesbrough FC.
Son frère aîné, Jake Morris (en), est également joueur professionnel de soccer.

## Biographie

### Parcours universitaire
Originaire de Floride, Morris intègre l'académie du Crew de Columbus en 2017. En 2019, il intègre l'Université de l'Indiana, avec qui il joue dans le championnat universitaire. Le 30 août 2019, il participe à son premier match en tant que titulaire avec les Hoosiers face aux Panthers de Pittsburgh (victoire 3-2),. Le 1er octobre, il inscrit son premier but face aux Wildcats de Northwestern (victoire 3-1),. Cinq jours plus tard, il délivre deux passes décisives face aux Nittany Lions de Penn State (victoire 3-1),. Nommé meilleur joueur offensif du Big Ten et dans l'équipe-type de TopDrawerSoccer (en) le 8 octobre,.
Lors de la victoire 3-0 face aux Scarlet Knights de Rutgers, il inscrit un but et délivre deux passes décisives le 25 octobre,. Nommé meilleur joueur offensif du Big Ten et dans l'équipe-type de TopDrawerSoccer (en) le 29 octobre,. Le 17 novembre, il remporte le tournoi du Big Ten (en) face aux Wolverines du Michigan,. Il remporte la distinction de meilleur étudiant de première année du championnat du Big Ten en 2019. Les Hoosiers participent aux séries éliminatoires du championnat de la NCAA, il délivre deux passes décisives face aux Wildcats du Kentucky (victoire 3-0),, mais perdent au troisième tour face aux Gauchos de l'UC Santa Barbara (défaite 1-0),. En 22 rencontres, il inscrit deux buts et huit passes décisives avec les Hoosiers de l'Indiana.

### Carrière en club
Le 14 janvier 2020, il signe avec le Crew de Columbus un contrat en tant que Homegrown Player. Il fait ses débuts professionnels le 11 juillet 2020 contre le FC Cincinnati lors du tournoi de reprise MLS is Back, entrant en jeu lors de cette victoire 4-0 dans ce derby de l'Ohio,.
Il termine la saison avec un total de onze apparitions, partageant son temps de jeu avec son compatriote Sebastian Berhalter au milieu de terrain. Lors de la finale de la Coupe MLS, il est titulaire lors de la victoire 3-0 face aux Sounders de Seattle, et remporte son premier trophée avec Columbus. Il devient le plus jeune joueur à être titulaire en finale de la Coupe MLS à l'âge de 19 ans et 27 jours.
Le 20 septembre 2022, il est classé dix-neuvième au palmarès 2022 des 22 joueurs de moins de 22 ans en MLS.

### Carrière internationale
International américain dès les moins de 16 ans, Morris est appelé avec l'équipe des moins de 20 ans des États-Unis en janvier 2020 pour une double rencontre face au Mexique,.
Il est par la suite appelé pour participer au camp d'entraînement des Yanks par Anthony Hudson le 18 janvier 2023,,. Le 25 janvier suivant, il honore sa première sélection en tant que titulaire contre la Serbie, lors d'un match amical,. Le match se solde par une défaite 1-2 des Américains,

## Statistiques détaillées

### Statistiques en club
| Saison                | Club                  | Championnat           | Championnat | Championnat | Championnat | Coupe nationale | Coupe nationale | Coupe nationale | Coupe de la Ligue | Coupe de la Ligue | Coupe de la Ligue | Compétition(s) continentale(s) | Compétition(s) continentale(s) | Compétition(s) continentale(s) | Compétition(s) continentale(s) | Séries | Séries | Séries | Total | Total | Total |
| Saison                | Club                  | Division              | M.          | B.          | P.d.        | M.              | B.              | P.d.            | M.                | B.                | P.d.              | Comp.                          | M.                             | B.                             | P.d.                           | M.     | B.     | P.d.   | M.    | B.    | P.d.  |
| 2020                  | Crew de Columbus      | MLS                   | 10          | 0           | 0           | -               | -               | -               | -                 | -                 | -                 | -                              | -                              | -                              | -                              | 1      | 0      | 0      | 11    | 0     | 0     |
| 2021                  | Crew de Columbus      | MLS                   | -           | -           | -           | -               | -               | -               | -                 | -                 | -                 | LCC                            | 2                              | 0                              | 0                              | -      | -      | -      | 2     | 0     | 0     |
| 2022                  | Crew de Columbus      | MLS                   | 27          | 0           | 0           | 1               | 0               | 0               | -                 | -                 | -                 | -                              | -                              | -                              | -                              | -      | -      | -      | 28    | 0     | 0     |
| 2023                  | Crew de Columbus      | MLS                   | 30          | 4           | 3           | 2               | 0               | 0               | -                 | -                 | -                 | LCup                           | 3                              | 0                              | 0                              | 6      | 0      | 2      | 41    | 4     | 5     |
| 2024                  | Crew de Columbus      | MLS                   | 16          | 2           | 3           | -               | -               | -               | -                 | -                 | -                 | CC                             | 6                              | 1                              | 1                              | -      | -      | -      | 22    | 3     | 4     |
| Sous-total            | Sous-total            | Sous-total            | 83          | 6           | 6           | 3               | 0               | 0               | -                 | -                 | -                 | -                              | 12                             | 1                              | 1                              | 7      | 0      | 2      | 105   | 7     | 9     |
| 2024-2025             | Middlesbrough FC      | Championship          | 35          | 0           | 2           | -               | -               | -               | 2                 | 0                 | 0                 | -                              | -                              | -                              | -                              | -      | -      | -      | 37    | 0     | 2     |
| Total sur la carrière | Total sur la carrière | Total sur la carrière | 118         | 6           | 8           | 3               | 0               | 0               | 2                 | 0                 | 0                 | -                              | 12                             | 1                              | 1                              | 7      | 0      | 2      | 142   | 7     | 11    |

## Palmarès

### En club
| Hoosiers de l'Indiana - Vainqueur du tournoi du Big Ten (en) en 2019 | Crew de Columbus - Vainqueur de la MLS en 2020 et 2023 - Finaliste de la Coupe des champions en 2024 |

### Distinctions personnelles
- Meilleur freshman de l'année du Big Ten en 2019[16]
- Meilleur freshman de l'année de TopDrawerSoccer (en) en 2019[39]
- Membre de l'équipe-type du Big Ten en 2019[40]
- Membre de l'équipe-type freshman du Big Ten en 2019